# نوآ کیرل
نوآ کیرل (به انگلیسی: Noa Kirel) (به عبری: נועה קירל) (زاده ۱۰ آوریل ۲۰۰۱) خواننده و ترانه‌سرا اسرائیلی است. او پنج بار جایزه بهترین موسیقی اروپا MTV را برای بهترین اجرای اسرائیلی از سال‌های ۲۰۱۷ تا ۲۰۲۲ به دست آورد.
او با آهنگ تک‌شاخ (به انگلیسی: Unicorn) اسرائیل را در یوروویژن ۲۰۲۳ نمایندگی کرد و به مقام سوم دست یافت.

## زندگی شخصی و اولیه
نویا کرل در شهر رعانانا، اسرائیل به دنیا آمد. والدین وی نیز در کشور اسرائیل به دنیا آمده‌اند و از بازماندگان آشویتس هستند. او جوان‌ترین فرزند ایلانا و امیر کرل است. وی دو برادر بزرگتر به نام‌های نیو و افری کرل دارد. پدر او مدیر شرکت گلاسکو گلس می‌باشد که از مهم‌ترین شرکت وارد کننده شیشه در اسرائیل می‌باشد که مقر اصلی آن در شهر بارکان می‌باشد. مادر کرل صاحب یک بوتیک فشن و مد می‌باشد. از سمت پدری او، دو فامیل دارد که هنگام هولوکاست در اردوگاه کار آشویتس فوت کردند. از سمت مادری پدر بزرگ او مترجم متون الهی یهودیان به زبان ساده عبری می‌باشد.
والدین‌وی دلیل انتخاب نام نوعا را بیماری او می‌دانند، هنگامی‌که او سه‌ماهه بود با بیماری‌های متعدد کلیوی دست‌وپنجه نرم‌کرد. پس از بهبودی یک ربی به‌آنان پس از بهبودی پیشنهاد داد که او را نوعا بنامند (نوعا در زبان عبری به معنای حرکت و فرصت می‌باشد.) او همچنین برای مزاح پیشبینی کرد که او یک رقاص خواهد شد. کیرل تنها یک کلیه سالم دارد که نتیجه بیماری وی در نوزادی است.
در فوریه ۲۰۲۲، کیرل در نظام‌وظیفه عمومی اسرائیل به عنوان خواننده ارتش خدمت کرد و به‌عنوان پاداش خدمت وی به مدت دو سال کاهش یافت.
او با مدل و بازیگر اسرائیلی تومار هاکن از اکتبر ۲۰۲۱ تا اوایل ۲۰۲۳ در رابطه بود. در ۲۸ جولای ۲۰۲۳ او اعلام کرد که با دروازه‌بان تیم‌ملی فوتبال اسرائیل دنیل پرزت در رابطه است.

## حرفه خوانندگی

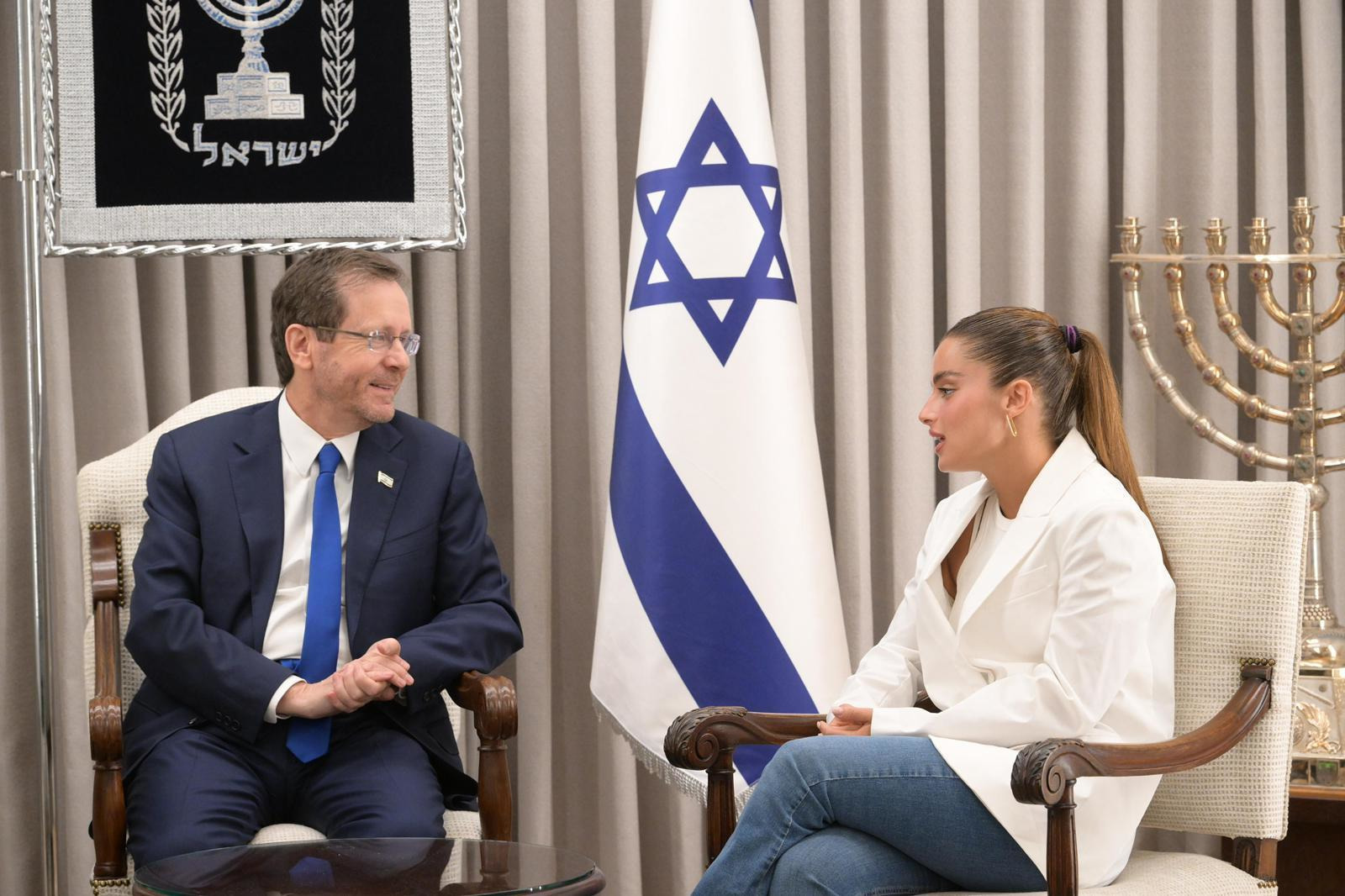
دو پوآ: هنگامی که نوا کیرل با رئیس‌جمهور اسحاق هرتزوگ ملاقات کرد

### پوشرز، پخش تک‌آهنگ‌ها ولیپ‌استارز(۲۰۱۵-۲۰۱۷):
کیرل برای اولین بار در برنامه ریالیتی-مستندی پوشرز هات حضور یافت. پوشرز هات یک برنامه تلویزیونی‌است که والدین ثروت‌مند در تلاش‌اند که فرزندان خود را وارد حوزه‌های مختلف کاری و حرفه‌ای کنند. در این برنامه پدر کرل اورا همراهی میکرد. در آن زمان مدیر برنامه‌های او روبرتو بن-شوشان بود. شوشان، کرل در برنامه‌های ملی و بین‌المللی همراهی می‌کرد.
در سال ۲۰۱۵، او اولین موسیقی خود را در پلتفرم YouTube به نام مدابریم؟ (صحبت کردن؟) اجرا کرد. به‌دنبال موفقیت‌او، در همان سال او تک‌آهنگ دیگری به‌نام کشنده را پخش کرد. او همچنین موزیک‌ویدیویی حاوی محتواهای محرک را ضبط کرد که باعث جم‌خوردن مجلات‌شد. از نظر رسانه‌ها وی بسیار کودک برای ضبط چنین محتواهایی می‌بود. در همان سال‌های کرل موسیقی‌های دیگری را نیز به بازار و پلتفرم YouTube عرضه کرد که تعداد بسیاری‎‎‌از آن‌ها در رادیو و تلویزیون ملی اسرائیل پخش‌شد. یش‌بی آه‌وا اولین تک‌آهنگ وی بود که توانست وارد پلی‌لیست Galgalatz شود. در انتها سال ۲۰۱۶، او برنده بهترین خواننده اسرائیل از نظر کودکان اسرائیلی شد.
در سال ۲۰۱۷، کیرل میزبان و مجری برنامه موسیقی لیپ‌استارز در شبکه Yes! KidZ شد. در ماه می همان‌سال او تک‌آهنگی به نام ماکوم لی‌‌شیانی را همراه با آووار ملیسا آهنگ‌نویس همان آهنگ عرضه کرد.
در جون ۲۰۱۷؛ او در فیلم با ژانر کودک تقریبا مشهور حضور یافت، این اولین ورود‌او به عرصه فیلم و سینما شد.
در آگوست ۲۰۱۷، او یک بازخوانی از آهنگ دنی سندرسون را عرضه کرد، این کار برای کمپین تبلیغاتی بیزک بود. او در نوامبر ۲۰۱۷ توسط کان (شرکت همگانی رادیو و تلویزیون اسرائیلی) برای جوایز موسیقی اروپا ۲۰۱۷ MTV انتخاب شد.

### اسرائیل استعداد دارد، کفولا، فری‌استایل فیستوال (۲۰۱۸-۲۰۱۹):
در ۲۸ فوریه ۲۰۱۸، کیرل در برنامه تلویزیونی اسرائیل استعداد دارد ظاهر شد. کیرل به عنوان داور در فصل اول این مسابقات شرکت کرد. به این سبب، کیرل ۱۶ ساله توانست اولین داوری باشد که در مجموعه برنامه‌های استعداد دارد شرکت کند. او همچنین در فصل دوم این‌برنامه نیز حضور داشت.
در ژانویه ۲۰۱۸، در برنامه تلویزیونی کفولا با بازیگری در نقش خودش درخشید. در سریال لیبی اومار بلاگر اسرائیلی او را همراهی کرد. این سریال در دو شبکه تلویزونی Yes KidZ! و HOT پخش می‌شد. در همان ماه‌ها، او آهنگ با لی اوتچا را به بازار عرضه کرد. در مارچ ۲۰۱۸، تک‌آهنگ های می‌گیبور لی‌اویو را ضبط کرد. در اول می همان سال، او در نقش بامست در سریال شیتون ها تازلیام نقش‌آفرینی کرد. در نهم آگوست، دست‌اندرکاران سریال کفولا، همراه با کیرل؛ فصل جدید این برنامه را در آمفی‌تایتر یاد الیاة در شهر تل‌آویو آغاز کردند. در بیستم آگوست آهنگ تم #فری_فستیوال تهیه شد که منجر به موفقیت وی در رسانه‌های عبری شد. از دلایل شهرت جهانی او میتوان به ضبط موسیقی فیلم سیندرلا در سال ۲۰۱۸ اشاره کرد. برای کمپین هات او چندین موسیقی سرآوازه عبری را همراه با گروهی از خوانندگان جهان عرب و اسرائیل از جمله شیلشات و ایتای لوی را بازخوانی کردند. در اکتبر ۲۰۱۸، او برای دومین‌بار توانست به عنوان ستاره اسرائیلی در مسابقات جوایز موسیقی اروپا ۲۰۱۸ MTV شرکت کند؛ اما به دلیل زمان‌بندی نامناسب از سفر به اسپانیا بازماند.
درهمان ماه‌ها، او به‌عنوان سفیر و مجری یک برند محصولات آرایشی کِف استخدام شد. در دوم نوامبر، او آهنگ زیکارون یاشان با همکاری جوناثان ميرغي منتشر کرد. هنرمندان و خوانندگان #فستیوال_2018 به همراه کیرل؛ آهنگ و موزیک‌ویدیو تینشوم را عرضه کردند. در بیست‌وسوم نوامبر، او در مراسم احترام امیر گوتمان (فعال حقوق LGBT و خواننده) شرکت کرد. در اکتبر ۲۰۱۸، کیرل کمپینی را که توسط اداره راه‌وجاده اسرائیل و شبکه Yes KidZ! برنامه ریزی شده بود، رهبری کرد. هدف این کمپین ترغیب کودکان به پوشیدن کلاه ایمنی در هنگام دوچرخه‌سواری بود. در ۲۷ آپریل ۲۰۱۹، او آهنگ ایما شلی را در یادبود هولوکاست ضبط کرد. هدف این موسیقی فراموش نکردن این فاجعه انسانی و شعار هرگز دوباره است. پس از عرضه آهنگ ایما شلی، او آهنگی دیگر به نام شاتسوف را ضبظ کرد. در ماه می ۲۰۲۰، او در تبلیغات شبکه Yes شرکت کرد. در نوامبر سال ۲۰۲۰، او با همراهی ۲۳ هنرمند اسرائیلی دیگر، آهنگ خیریه کاتان آلینو را در حمایت از کادر خدمه، پرستاران و پزشکان اسرائیلی پاندمی کووید-۱۹ ضبط کردند.

### شهرت جهانی و قراردادهای بین‌المللی (۲۰۲۰-تاکنون):
در جون ۲۰۲۰، کیرل قرادادی با لیبل آمریکایی آتلانتیک ریکوردز امضا کرد. در دسامبر همان‌سال با WME، قراردادی بست. در مارچ ۲۰۲۱، اعلام شد او در یک فیلم بلند به تهیه‌کنندگی پیکچراستارت هنرنمایی خواهد کرد. در می ۲۰۲۱، کیرل با خواننده نام‌آشنا اسرائیلی اُمر آرام، یک ریمیکس از سرود ملی جمهوری اسرائیل را، عرضه کرد. این همکاری خشم بسیاری از رسانه‌های راست‌گرای افراطی لیکود و عبری را درآورد. بسیاری از یهودیان متعصب این همکاری را خجالت آور و بی‌احترامی به غرور ملّی نامیدند.
برای احترام به ماه‌افتخار، کیرل و کمیدین معروف اسرائیلی ایلیان بار تک‌آهنگی را عرضه کردند.
در ۱۴ جولای ۲۰۲۱، او اولین تک‌آهنگ بین المللی خود را به زبان انگلیسی به نام لطفا خرابکاری نکن را ضبط و عرضه کرد. در اکتبر همان‌سال، کرل تک‌آهنگ ریزه بد را منتشر کرد؛ که از همین آهنگ در مراسم افتتاحیه دوشیزه جهان سال ۲۰۲۱، که در شهر ایلات، اسرائیل استفاده شد. در ۲۲ مارچ ۲۰۲۱، او تک‌آهنگ یا آدمون را ضبط کرد، همین موسیقی در قسمت پنچم، فصل دو سریال آمریکایی جینی و جورجیا را که توسط پلتفرم NetFlix تهیه شده است، پخش شد.
در ۲۷ می ۲۰۲۲، او موسیقی دیلی پرامو را به همراه مترو وحشی (خواننده اسپانیایی) و آز اند بیتس (خواننده هلندی-اسرائیلی) ضبط کرد.
در ۱۱ جولای ۲۰۲۲، هنگامی که اعلام شد او به عنوان نماینده اسرائیل توسط شرکت عمومی پخش‌همگانی اسرائیل در مسابقات آواز یوروویژن ۲۰۲۳ در شهر لیورپول انتخاب شده؛ چندین تک‌آهنگ از جمله برباد رفته را منتشر کرد.
در ۶ جون ۲۰۲۳، او موسیقی برافروزنده را همراه با دی‌جی اسرائیلی ضبط و در رژه افتخار تل‌آویو اجرا کرد.

## مسابقات آواز یوروویژن ۲۰۲۳
در ۱۱ جولای ۲۰۲۲، او توسط شرکت عمومی پخش‌همگانی اسرائیل (کان) انتخاب شد تا اسرائیل را در مسابقات آواز یوروویژن ۲۰۲۳ نمایندگی کند. فردای روز اعلامیه، کیرل بیان کرد که هنوز اطمینان کافی را برای شرکت در یوروویژن را ندارد. در دهم آگوست او اعلام کرد که اسرائیل را در مسابقات همراهی خواهد کرد.
موسیقی وی برای یوروویژن تک‌شاخ (Unicorn) در هشتم مارچ ۲۰۲۳، برای اولین بار پخش شد. او در کنار اجرای این آهنگ؛ در نوشتن متن موسیقی و طراحی آن تیم‌خود را همراهی کرد. کیرل در نیمه‌نهایی اول توانست جایگاه خود را در فینال به دست‌آورد. پس از اجرای این آهنگ در فینال نهایی، پس از لورین توانست بیشترین رای هیات ژوری را به دست‌آورد و از نظر بینندگان و رای‌آن‌ها سومین آهنگ مورد علاقه‌آنها، تک‌شاخ است. در نتیجه توانست با مقام سوم برای کشورش، اسرائیل افتخار آفرینی کند.

## دوازده امتیاز از هیات لهستانی و اعتراض TVP به آن
در نیمه‌شب اروپا هنگامی که مجریان یوروویژن در حال اعلام کردن امتیازهای ژوری کشورهای خود بودند؛ لهستان اعلام کرد که نوآ کیرل برنده دوازده‌امتیاز هیات لهستانی‌است. مردم در رسانه‌های مختلف از جمله توییتر اعلام کردند، که این دوازده امتیاز متناقض با صحبت‌های مجری لهستانی‌است. هنگامی که مجری لهستانی در حال اعلام دوازده امتیاز بود گفت: اگرچه ما در اوکراین نیستیم، قلبمان با آن‌هاست، پس قوی بمانید. از نظر بسیاری دولت اسرائیل در حال تجاوز به حقوق فلسطینیان است و صحبت‌های مجری لهستانی با امتیاز های ژوری همخوانی ندارد.
کیرل هنگامی که به سرزمین خود، اسرائیل بازگشت، در یکی از مصاحبه‌ها گفت: مایه افتحار و غرور است، کشوری که درآن اجداد من کشته‌شده اند، به من امتیاز های ژوری خود را بدهند! این سخنان خشم رادیو و تلویزیون لهستانی را برانگیخت و اعلام کردند که کشور لهستان نقشی در هولوکاست ندارد. پس از آن، هیات لهستانی از کیرل خواست که عذرخواهی کنند. دولت لهستان کیرل را به لهستان برای تحقیق دعوت کرد.

## تصاویر

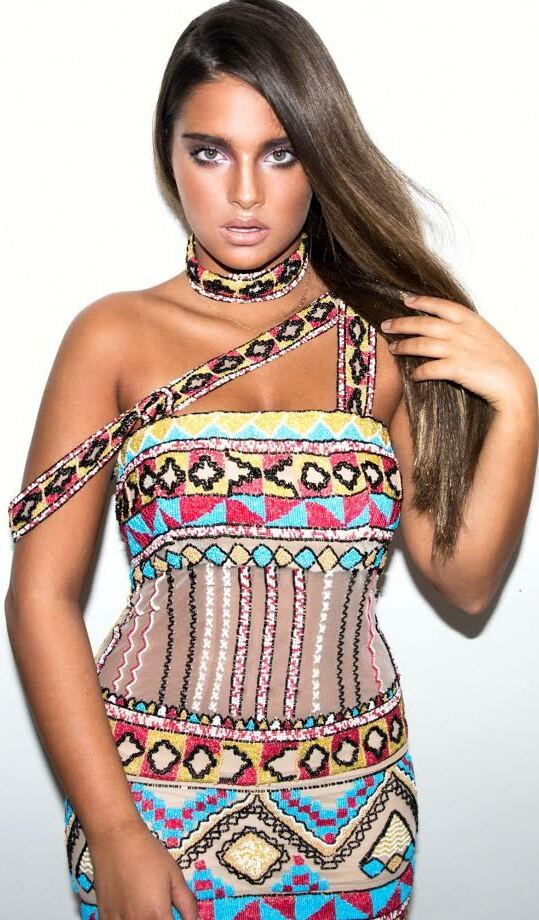
کیرل در ۲۰۱۶
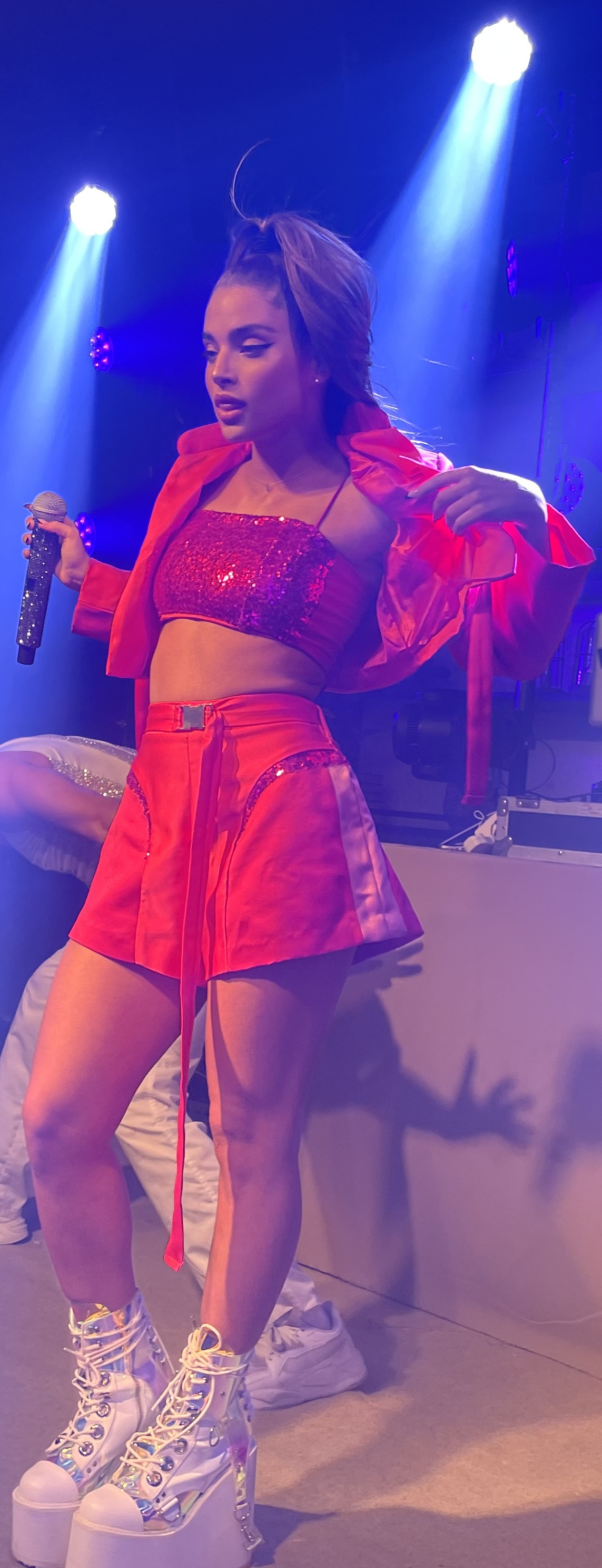
کیرل در ۲۰۲۲
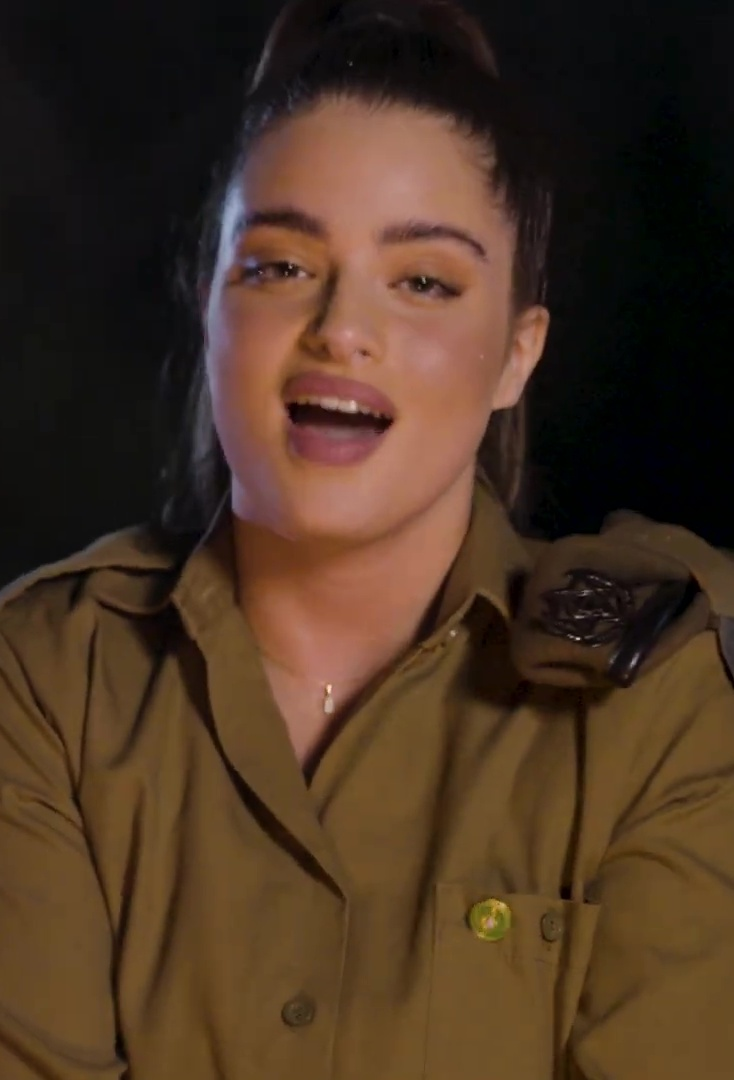
کیرل در ۲۰۲۱ در خدمت سربازی